# Acht Schätze
Die Acht Schätze, auch Acht Kostbarkeiten, (chinesisch 八寶 / 八宝, Pinyin bābǎo, Jyutping baat3bou2), sind verbreitete glückverheißende Symbole in der Chinesischen Kunst.
Während sie rein formal aus beliebigen Zusammenstellungen der sogenannten „Hundert Schätze“ gebildet werden können, gibt es eine bevorzugte Kombination:
Alle unteren Schriftzeichen als Langzeichen
1. Die Wunschperle – Baozhu (bǎozhū, 寶珠)
2. Die Doppelraute – Fangsheng (fāngshèng, 方勝)
3. Das Steinglockenspiel – Qing (qìng, 磬)
4. Die Rhinozeroshörner – Xijiao (xījiǎo, 犀角)
5. Die Doppelmünzen – Shuangqian (shuāngqián, 雙錢)
6. Der Gold- oder Silberbarren – Ding (dìng, 錠)
7. Die Koralle – Shanhu (shānhú, 珊瑚)
8. Das wunscherfüllende Zepter – Ruyi (rúyì, 如意)

## Trivia
In der chinesischen Küche erhalten Speisen des Öfteren poetische Namen. Verschiedene kulinarische Kreationen bezeichnet man daher ebenso als „Acht Schätze“ oder „Acht Kostbarkeiten“, da die Zahl „Acht“ (八, bā) in der chinesischen Kultur allgemein als glückbringend gilt. Auch hier, in der Gastronomie, lässt sich keine streng geregelte Festlegung der „Acht Schätze“ finden, vielmehr unterscheiden sich die Zutaten je nach Region leicht voneinander.